# Karl von Horn (Verwaltungsbeamter, 1807)

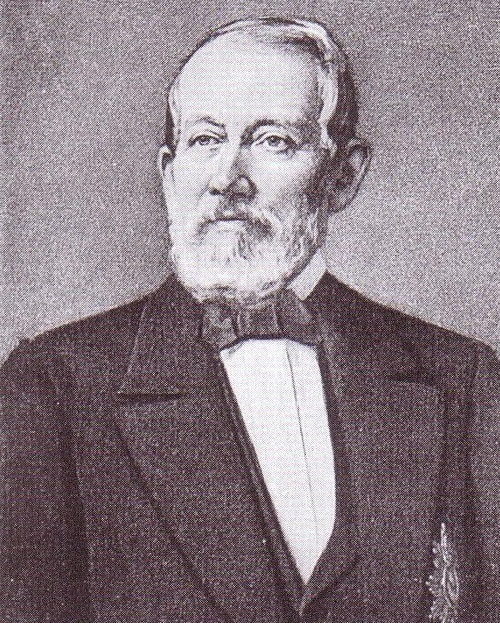
Karl von Horn (1807–1889)

Karl Wilhelm Georg Heinrich Horn, seit 1865 von Horn, (* 26. Oktober 1807 in Berlin; † 18. Mai 1889 ebenda) war ein preußischer Verwaltungsjurist im Königreich Preußen. Er war Oberpräsident der Provinz Posen und der Provinz Ostpreußen.

## Herkunft
Seine Eltern waren Anton Ludwig Ernst Horn (1774–1848) und dessen zweite Ehefrau Dorothea geb. Martens (1786–1853). Sein Vater war Direktor der Charité, Wirklicher Geheimer Medizinalrat und Mitglied der Wissenschaftlichen Deputation.

## Leben
Karl von Horn besuchte das Berlinische Gymnasium zum Grauen Kloster. Nach dem Abitur studierte er an der neuen Universität Berlin und der Ruprecht-Karls-Universität Heidelberg Rechtswissenschaft und Nationalökonomie. Auch Chemie und Physik interessierten ihn.
Zum Dr. iur. promoviert, trat er im Mai 1829 als Auskulator beim Stadtgericht Berlin in den preußischen Justizdienst. Seit 1835 war er Assessor am Kammergericht und seit März 1840 Regierungsassessor. Im September 1840 wurde er zum Regierungsrat und Justiziar im Berliner Polizeipräsidium ernannt. 1843 wechselte er als Hilfsarbeiter ins preußische Ministerium des Innern. Er wurde 1844 zum Geheimen Finanzrat im Finanzministerium ernannt. Eine Rangstufe überspringend, wurde er im April 1849 zum Ministerialdirektor befördert. Seit 1853 war Horn Mitglied des Preußischen Staatsrates. Bis 1863 war er auch Mitglied des Gerichtshofes zur Entscheidung von Kompetenzkonflikten. Horn erhielt 1854 den Titel eines Wirklichen Geheimen Oberfinanzrates. Als Otto von Bismarck Ministerpräsident und Carl von Bodelschwingh Finanzminister wurde, kam es Ende 1862 zu Horns Verdrängung aus dem Ministerium. Vom Ministerialdienst gelangweilt und gegen die „reaktionäre“ Haltung v. Bodelschwinghs eingestellt, nahm Horn die Versetzung zum Oberpräsidium der Provinz Posen nur zu gern an. Noch im Dezember 1862 zum Oberpräsidenten ernannt, nahm er seine Tätigkeit zu Beginn des Jahres 1863 auf. Als Freund der Polen verbrachte er dort sechs glückliche Jahre. Gleichzeitig übte er das Amt des Regierungspräsidenten in Posen aus. 1865 wurde er von Wilhelm I. nobilitiert und gehörte somit dem Adelsgeschlecht Horn an. 1868 wurde er zum Wirklichen Geheimen Rat mit dem Titel Exzellenz ernannt. Seit 1869 amtierte er als Oberpräsident der Provinz Preußen (ab 1878 Provinz Ostpreußen) und als Regierungspräsident in Königsberg. In seine Zeit fällt 1873 die Einführung des deutschsprachigen Unterrichts in allen bislang nicht deutschsprachigen Volksschulen der Provinz. Zum 50-jährigen Dienstjubiläum im Mai 1879 schenkten ihm Ostpreußens Beamte die Silbersäule. Auf Druck von Bismarck wurde er 1882 in den Ruhestand versetzt.

## Familie
Am 17. Mai 1846 hatte Horn in Berlin Dorothea (Doris) Martens (1828–1889) geheiratet. Das Paar hatte mehrere Kinder:
- Georg Ludwig Karl Eduard Eugen (1847–1870), gefallen bei Dannemoir
- Katharina Doris Hedwig Elisabeth Rudolfine (1850–1931) ⚭ 1871 Leo von Beczwarzowsky (1835–1901), preußischer Generalleutnant
- Ernst Friedrich Julius Reinhold Alexander (1853–1904), preußischer Amtsgerichtsrat
- Dorothea Hedwig Eugenie Rudolfine (1854–1905) ⚭ 1879 August von Mackensen (1849–1945), preußischer Generalfeldmarschall
- Friedrich Wilhelm Karl Henrich Eugen (1856–1923) ⚭ 1890 Nellie-Gard Maynard (1868–1913)
- Franz Eugen Karl Wilhelm Johann (1857–1931), Major ⚭ 1885 Anna Elise Martha Höpner (* 1864)

Horn war Onkel des gleichnamigen Regierungspräsidenten des Regierungsbezirks Marienwerder Karl von Horn (1833–1911) und ein Halbbruder von dessen Vater Wilhelm von Horn.

## Ehrungen
Unvollständige Liste
- Großkreuz des Roten Adlerordens